# Cereopsius niassensis
Cereopsius niassensis är en skalbaggsart som beskrevs av Lansberge 1883. Cereopsius niassensis ingår i släktet Cereopsius och familjen långhorningar. Inga underarter finns listade i Catalogue of Life.